# Wells (Texas)
Wells es un pueblo ubicado en el condado de Cherokee en el estado estadounidense de Texas. En el Censo de 2010 tenía una población de 790 habitantes y una densidad poblacional de 159,28 personas por km².

## Geografía
Wells se encuentra ubicado en las coordenadas 31°29′30″N 94°56′50″O / 31.49167, -94.94722. Según la Oficina del Censo de los Estados Unidos, Wells tiene una superficie total de 4.96 km², de la cual 4.96 km² corresponden a tierra firme y (0%) 0 km² es agua.

## Demografía
Según el censo de 2010, había 790 personas residiendo en Wells. La densidad de población era de 159,28 hab./km². De los 790 habitantes, Wells estaba compuesto por el 77.22% blancos, el 16.71% eran afroamericanos, el 0.63% eran amerindios, el 0.13% eran asiáticos, el 0% eran isleños del Pacífico, el 2.91% eran de otras razas y el 2.41% pertenecían a dos o más razas. Del total de la población el 6.08% eran hispanos o latinos de cualquier raza.